# Acyrthosiphon malvae
Acyrthosiphon malvae är en insektsart som först beskrevs av Mosley 1841.  Acyrthosiphon malvae ingår i släktet Acyrthosiphon och familjen långrörsbladlöss. Arten är reproducerande i Sverige.

## Underarter
Arten delas in i följande underarter:
- A. m. agrimoniae
- A. m. malvae
- A. m. potha
- A. m. rogersii
- A. m. sanguisorbae
- A. m. poterii